# Resultados do Carnaval do Rio de Janeiro em 1973
Nesta página estão listados os resultados dos concursos de escolas de samba, blocos de enredo, frevos carnavalescos, ranchos carnavalescos e sociedades carnavalescas do carnaval do Rio de Janeiro do ano de 1973. Os desfiles foram realizados entre os dias 3 e 17 de março de 1973.
Estação Primeira de Mangueira conquistou seu décimo segundo título de campeã na elite do carnaval com um desfile sobre as lendas e as histórias da Lagoa do Abaeté, na Bahia. O enredo "Lendas do Abaeté" foi desenvolvido pelo carnavalesco Júlio Mattos, que conquistou seu terceiro título no carnaval do Rio. Campeão do ano anterior, o Império Serrano ficou com o vice-campeonato por um ponto de diferença para a Mangueira. Terceiro colocado, o Salgueiro inovou ao colocar os destaques de luxo em cima das alegorias. Últimas colocadas, Tupy de Brás de Pina e Unidos do Jacarezinho foram rebaixadas para a segunda divisão.
Unidos de São Carlos venceu o Grupo 2, sendo promovida à primeira divisão junto com a vice-campeã, Beija-Flor. Acadêmicos de Santa Cruz conquistou o título do Grupo 3, sendo promovida à segunda divisão junto com Unidos do Cabuçu (vice-campeã), Unidos de Bangu (terceira colocada) e Unidos da Vila Santa Tereza (quarta colocada).
Unidos da Villa Rica, Unidos do Cantagalo, Acadêmicos do Colégio, Mocidade Independente de Inhaúma e Coroado de Jacarepaguá foram os campeões dos grupos de blocos de enredo. Lenhadores ganhou a disputa dos frevos. Parasitas de Ramos foi o campeão dos ranchos. Clube dos Democráticos venceu o concurso das grandes sociedades.

## Escolas de samba

### Grupo 1
O desfile do Grupo 1 foi organizado pela pela Associação das Escolas de Samba do Estado da Guanabara (AESEG) e realizado na Avenida Presidente Vargas, entre as 20 horas e 20 minutos do domingo, dia 4 de março de 1973, e as 9 horas do dia seguinte. O desfile foi aberto por Unidos do Jacarezinho e Tupy de Brás de Pina, respectivamente vice-campeã e campeã do Grupo 2 do ano anterior. Campeão do carnaval anterior, o Império Serrano foi responsável por encerrar o desfile.
| Ordem dos desfiles |
| 1. Unidos do Jacarezinho 2. Tupy de Brás de Pina 3. Em Cima da Hora 4. Portela 5. Imperatriz Leopoldinense 6. Acadêmicos do Salgueiro 7. Estação Primeira de Mangueira 8. Unidos de Vila Isabel 9. Mocidade Independente de Padre Miguel 10. Império Serrano |

#### Quesitos e julgadores
As escolas foram avaliadas em dez quesitos, com notas de um a cinco. Também receberam pontos por concentração e cronometragem caso cumprissem os horários de início e término de desfile.
| Quesito       | Quesito                      | Julgador                   |
| ------------- | ---------------------------- | -------------------------- |
|               | Bateria                      | Osvaldo Sargentelli        |
|               | Letra do samba-enredo        | Amaral Gurgel              |
|               | Melodia do samba-enredo      | Ciro de Sousa              |
|               | Harmonia                     | Alexandre Gedey            |
|               | Mestre-sala e porta-bandeira | Madeleine Rosay            |
|               | Evolução e Conjunto          | Armando Nesi               |
|               | Fantasias                    | Oly Heidberg               |
|               | Enredo                       | Aurélio Buarque de Holanda |
|               | Comissão de frente           | Álvaro Alves Filho         |
|               | Alegorias                    | Daisy Lúcidi Mendes        |
| Concentração  | Concentração                 | Nei Lopes                  |
| Cronometragem | Cronometragem                | José Telles da Conceição   |

#### Classificação
Estação Primeira de Mangueira foi a campeã, conquistando seu décimo segundo título na elite do carnaval e quebrando o jejum de cinco anos sem vitórias. O campeonato anterior da agremiação foi conquistado em 1968. A Mangueira realizou um desfile sobre as lendas e histórias da Lagoa do Abaeté, na Bahia. O enredo foi desenvolvido pelo carnavalesco Júlio Mattos, que conquistou seu terceiro título no carnaval do Rio.
Campeão do ano anterior e apontado pela imprensa como favorito ao bicampeonato, o Império Serrano ficou em segundo lugar por um ponto de diferença para a campeã. Terceiro colocado, o Acadêmicos do Salgueiro homenageou a escritora Eneida de Moraes, morta em 1971. A escola inovou ao colocar os destaques de luxo em cima das alegorias. Portela ficou em quarto lugar com uma apresentação sobre o poema Vou-me Embora pra Pasárgada, do escritor Manuel Bandeira. Com um desfile sobre o carnaval carioca contado em forma de literatura de cordel, a Imperatriz Leopoldinense se classificou em quinto lugar. Em Cima da Hora foi a sexta colocada com uma apresentação sobre a literatura de cordel. Com um enredo sobre o carnaval carioca, a Mocidade Independente de Padre Miguel foi a sétima colocada. Unidos de Vila Isabel ficou em oitavo lugar com uma apresentação sobre o zodíaco.
Campeã do Grupo 2 do ano anterior, a Tupy de Brás de Pina se classificou em nono lugar, sendo rebaixada de volta para a segunda divisão. A escola retratou as danças brasileiras. Com um desfile sobre os ranchos carnavalescos, a vice-campeã do Grupo 2 do ano anterior, Unidos do Jacarezinho, atingiu a última colocação e foi rebaixada de volta para o segundo grupo.
| Legenda: Desfile dos Campeões Rebaixadas para o Grupo 2 |

| Col. | Escola                                | Enredo                                                 | Carnavalesco(a)                        | Pontos |
| ---- | ------------------------------------- | ------------------------------------------------------ | -------------------------------------- | ------ |
| 1    | Estação Primeira de Mangueira         | Lendas do Abaeté                                       | Júlio Mattos                           | 59     |
| 2    | Império Serrano                       | Viagem Encantada Pindorama Adentro                     | Fernando Pinto                         | 58     |
| 3    | Acadêmicos do Salgueiro               | Eneida, Amor e Fantasia                                | Joãosinho Trinta e Maria Augusta       | 56     |
| 4    | Portela                               | Pasárgada, o Amigo do Rei                              | Comissão de Carnaval                   | 53     |
| 5    | Imperatriz Leopoldinense              | ABC do Carnaval à Maneira da Literatura de Cordel      | Departamento Cultural e de Carnaval    | 51     |
| 6    | Em Cima da Hora                       | O Saber Poético da Literatura de Cordel                | Roberto Rodrigues                      | 50     |
| 7    | Mocidade Independente de Padre Miguel | Rio Zé Pereira                                         | Carlos Alberto e Clóvis Bornay         | 45     |
| 8    | Unidos de Vila Isabel                 | Zodíaco no Samba                                       | Dario Trindade e Gabriel do Nascimento | 42     |
| 9    | Tupy de Brás de Pina                  | Assim Dança o Brasil - Formação das Danças Brasileiras | Carlos de Andrade                      | 41     |
| 10   | Unidos do Jacarezinho                 | Ameno Resedá                                           | Mário Barcelos e Paco                  | 37     |

### Grupo 2
O desfile do Grupo 2 foi organizado pela AESEG e realizado na Avenida Presidente Antônio Carlos, entre as 19 horas e 30 minutos do domingo, dia 4 de março de 1973, e as 7 horas do dia seguinte.
| Ordem dos desfiles |
| 1. Império do Marangá 2. Unidos da Ponte 3. Império de Campo Grande 4. Unidos da Tijuca 5. Paraíso do Tuiuti 6. Lins Imperial 7. Unidos de Jacarepaguá 8. Unidos de Lucas 9. Império da Tijuca 10. Caprichosos de Pilares 11. Unidos de Padre Miguel 12. São Clemente 13. Beija-Flor 14. Unidos de São Carlos 15. União da Ilha do Governador 16. Independentes de Cordovil |

#### Quesitos e julgadores
As escolas foram avaliadas em dez quesitos, além de receber pontos por concentração e cronometragem caso cumprissem os horários de início e término de desfile.
| Quesito       | Quesito                      | Julgador              |
| ------------- | ---------------------------- | --------------------- |
|               | Bateria                      | Aloísio de Carvalho   |
|               | Letra do samba-enredo        | Leandro Tocantins     |
|               | Melodia do samba-enredo      | Romeu Segal           |
|               | Harmonia                     | Fernando de Azevedo   |
|               | Mestre-sala e porta-bandeira | José Cláudio Neval    |
|               | Evolução e conjunto          | Carlos Moraes Machado |
|               | Fantasias                    | Marina Massari        |
|               | Enredo                       | Antônio Rodrigues     |
|               | Comissão de Frente           | Eugênio Hirsch        |
|               | Alegorias                    | Lausimar Laus         |
| Concentração  | Concentração                 | Nilséia da Conceição  |
| Cronometragem | Cronometragem                | Neide Pimentel        |

#### Classificação
Unidos de São Carlos foi a campeã, conquistando seu segundo título no Grupo 2 e sendo promovida à primeira divisão, de onde foi rebaixada no ano anterior. A escola realizou um desfile em homenagem ao compositor carioca Lamartine Babo, morto em 1963. Vice-campeã, a Beija-Flor também foi promovida ao Grupo 1, de onde estava afastada desde 1960. A escola de Nilópolis realizou um desfile sobre o MOBRAL, programa de alfabetização instituído pela ditadura militar brasileira.
| Legenda: Promovidas ao Grupo 1 Rebaixadas para o Grupo 3 * Sem informação disponível |

| Col. | Escola                      | Enredo                                                        | Carnavalesco(a)                       | Pontos |
| ---- | --------------------------- | ------------------------------------------------------------- | ------------------------------------- | ------ |
| 1    | Unidos de São Carlos        | Trá, Lá, Lá, Um Hino ao Carnaval Brasileiro de Lamartine Babo | Walter Belisário                      | 58     |
| 2    | Beija-Flor                  | Educação para o Desenvolvimento                               | Manuel Antônio Barroso                | 56     |
| 3    | Lins Imperial               | Bahia de Jorge Amado                                          | José Félix Garcez Netto               | 52     |
| 4    | Império da Tijuca           | Brasil, Explosão do Progresso                                 | Luiz Tuminelli e Maria Helena Farelli | 49     |
| 5    | Paraíso do Tuiuti           | Os Imortais da Música Brasileira                              | Júlio Mattos                          | 48     |
| 6    | Unidos de Lucas             | Estórias que Ouvimos na Infância                              | Odail Leocádio e Dario Silva          | 48     |
| 7    | São Clemente                | Momentos Inesquecíveis de Tapoagipe                           | Ivo da Rocha Gomes                    | 47     |
| 8    | Unidos da Tijuca            | Bom Dia, Café!                                                | Clóvis Bornay                         | 44     |
| 9    | União da Ilha do Governador | Y-Juca Pirama                                                 | Maria Augusta                         | 43     |
| 10   | Independentes de Cordovil   | Festival do Cinema Brasileiro                                 | *                                     | 42     |
| 11   | Unidos da Ponte             | Samba, Dança para os Orixás                                   | Mário Barcelos                        | 39     |
| 12   | União de Jacarepaguá        | As Sete Portas da Bahia de Carybé                             | *                                     | 38     |
| 13   | Caprichosos de Pilares      | Aclamação e Coroação de D. Pedro I                            | *                                     | 36     |
| 14   | Império do Marangá          | Os Imortais da Música - Aquarela do Brasil                    | *                                     | 34     |
| 15   | Império de Campo Grande     | Casa Grande e Senzala                                         | *                                     | 32     |
| 16   | Unidos de Padre Miguel      | Cazuza                                                        | *                                     | 31     |

### Grupo 3
O desfile do Grupo 3 foi organizado pela AESEG e realizado na Praça Onze, entre as 19 horas e 30 minutos do domingo, dia 4 de março de 1973, e as 4 horas do dia seguinte.
| Ordem dos desfiles |
| 1. Acadêmicos da Cidade de Deus 2. Unidos da Vila Santa Tereza 3. Independentes do Zumbi 4. Acadêmicos do Grande Rio 5. Inferno Verde 6. Unidos de Manguinhos 7. Unidos de Cosmos 8. Unidos de Nilópolis 9. União de Vaz Lobo 10. Acadêmicos de Santa Cruz 11. Unidos do Uraiti 12. Acadêmicos do Engenho da Rainha 13. Unidos do Cabuçu 14. Unidos de Bangu |

#### Quesitos e julgadores
As escolas foram avaliadas em dez quesitos, além de receber pontos por concentração e cronometragem caso cumprissem os horários de início e término de desfile.
| Quesito       | Quesito                      | Julgador               |
| ------------- | ---------------------------- | ---------------------- |
|               | Bateria                      | Manoel Vaz             |
|               | Letra do samba-enredo        | Isabel Carvalho Vieira |
|               | Melodia do samba-enredo      | Cléo de Mattos         |
|               | Harmonia                     | Paulo Gonçalves        |
|               | Mestre-sala e porta-bandeira | Abelardo Zaluar        |
|               | Evolução e conjunto          | Edna Guamão            |
|               | Fantasias                    | Regina Ribeiro         |
|               | Enredo                       | Fernandez Rocha        |
|               | Comissão de Frente           | Rosina do Vale         |
|               | Alegorias                    | Mario Renato           |
| Concentração  | Concentração                 | Ilda Portela de Araújo |
| Cronometragem | Cronometragem                | Amauri Martins         |

#### Classificação
Acadêmicos de Santa Cruz foi a campeã, sendo promovida à segunda divisão, de onde foi rebaixada no ano anterior. Unidos do Cabuçu, Unidos de Bangu e Unidos da Vila Santa Tereza também foram promovidas ao Grupo 2.
| Legenda: Promovidas ao Grupo 2 * Sem informação disponível |

| Col. | Escola                          | Enredo                                  | Carnavalesco(a) | Pontos |
| ---- | ------------------------------- | --------------------------------------- | --------------- | ------ |
| 1    | Acadêmicos de Santa Cruz        | O Rio de Todos os Tempos                | Wilson Paixão   | 54     |
| 2    | Unidos do Cabuçu                | Onde Começou o Brasil                   | *               | 53     |
| 3    | Unidos de Bangu                 | Prodígio de Café na Economia Brasileira | John Rubens Ide | 51     |
| 4    | Unidos da Vila Santa Tereza     | Em Outros Carnavais Era Assim           | Julinho         | 49     |
| 5    | Inferno Verde                   | Os Imortais do Samba                    | *               | 48     |
| 6    | Unidos de Manguinhos            | A Botada                                | Nilton Costa    | 48     |
| 7    | Independentes do Zumbi          | As Aventuras de Pedrinho                | *               | 45     |
| 8    | União de Vaz Lobo               | A Deusa dos Orixás                      | *               | 43     |
| 9    | Grande Rio                      | Riquezas do Brasil                      | *               | 40     |
| 10   | Unidos do Uraiti                | Samba, Alegria de Um Povo               | *               | 39     |
| 11   | Acadêmicos do Engenho da Rainha | Brasil, 150 Anos de Independência       | *               | 38     |
| 12   | Unidos de Cosmos                | Na Trilha do Gigante                    | *               | 36     |
| 13   | Unidos de Nilópolis             | Lendas e Histórias da Bahia             | *               | 35     |
| 14   | Acadêmicos da Cidade de Deus    | Nosso Sinhô do Samba                    | *               | 32     |

## Blocos de enredo
Os desfiles dos blocos de enredo foram organizados pela Federação dos Blocos Carnavalescos do Estado do Rio de Janeiro (FBCERJ).

### Grupo 1
O desfile do Grupo 1 foi realizado a partir da noite do sábado, dia 3 de março de 1973, na Avenida Rio Branco.
| Ordem dos desfiles |
| 1. Unidos de São Cristóvão 2. Flor da Mina do Andaraí 3. Arranco 4. Canarinhos das Laranjeiras 5. Cara de Boi 6. Unidos do Cabral 7. Unidos da Villa Rica 8. Quem Fala de Nós Não Sabe o Que Diz 9. Quem Quiser Pode Vir 10. Foliões de Botafogo 11. Bafo do Bode 12. Vai Se Quiser |

#### Quesitos e julgadores
Os blocos foram avaliados em cinco quesitos.
| Quesito | Quesito                      | Julgador               |
| ------- | ---------------------------- | ---------------------- |
|         | Originalidade                | José Silveira D'Ávilla |
|         | Fantasias                    | Marina Massari         |
|         | Letra e Música               | Catulo de Paula        |
|         | Bateria                      | Ciro de Sousa          |
|         | Mestre-sala e porta-bandeira | Madeleine Rosarie      |

#### Classificação
Unidos da Villa Rica foi campeão por dois pontos de diferença para o vice, Vai Se Quiser.
| Legenda: Desfile dos Campeões Rebaixados para o Grupo 2 * Sem informação disponível |

| Col. | Bloco                               | Enredo                              | Pontos |
| ---- | ----------------------------------- | ----------------------------------- | ------ |
| 1    | Unidos da Villa Rica                | Fabuloso Eldorado                   | 32     |
| 2    | Vai Se Quiser                       | Mar Profundo Céu Azul               | 30     |
| 3    | Foliões de Botafogo                 | Festa para Iemanjá                  | 30     |
| 4    | Arranco                             | Cheganças                           | 29     |
| 5    | Flor da Mina do Andaraí             | Sonhos de Fantasia                  | 28     |
| 6    | Canarinhos das Laranjeiras          | O Negro na História do Brasil       | 28     |
| 7    | Unidos do Cabral                    | Trola Negra                         | 27     |
| 8    | Quem Quiser Pode Vir                | Esquindô                            | 27     |
| 9    | Quem Fala de Nós Não Sabe o Que Diz | Tradição Musical do Carnaval        | 25     |
| 10   | Bafo do Bode                        | Pernambuco suas Glórias e Tradições | 23     |
| 11   | Cara de Boi                         | Quem É Ele                          | 22     |
| 12   | Unidos de São Cristóvão             | Luar do Sertão                      | 21     |

### Grupo 2
Unidos do Cantagalo foi o campeão, sendo promovido ao Grupo 1 junto com Mocidade de São Matheus e Unidos da Vila Kennedy.
| Legenda: Promovidos ao Grupo 1 Rebaixados para o Grupo 3 * Sem informação disponível |

| Col. | Bloco                                  | Enredo                                  | Pontos |
| ---- | -------------------------------------- | --------------------------------------- | ------ |
| 1    | Unidos do Cantagalo                    | Rio, Carnaval dos Pregões               | 32     |
| 2    | Mocidade de São Matheus                | Carnaval em Três Tempos                 | 31     |
| 3    | Unidos da Vila Kennedy                 | Isaura, Uma Vida, o Amor e a Escravidão | 30     |
| 4    | Namorar Eu Sei                         | Bahia, Berço do Folclore Brasileiro     | 29     |
| 5    | Alegria de Copacabana                  | Rio, Capital do Samba                   | 28     |
| 6    | Bloco do Barriga                       | Sambatuque                              | 28     |
| 7    | Leão de Iguaçu                         | Danças Folclóricas Brasileiras          | 27     |
| 8    | Boi da Freguesia da Ilha do Governador | Memórias de um Preto Velho              | 25     |
| 9    | Não Tem Mosquito                       | *                                       | 25     |
| 10   | Os Brasinhas                           | Uma Festa na Primavera                  | 20     |

### Grupo 3
Acadêmicos do Colégio foi campeão nos critérios de desempate, sendo promovido ao Grupo 2 junto com Amar É Viver, Caprichosos de Bento Ribeiro, Cacareco Unidos do Leblon, Mocidade Unida do Tinguá, Cometas do Bispo, Rouxinol do Grotão da Penha, Embalo do Morro do Urubu, Rosa de Ouro e Deixa Comigo.
| Legenda: Promovidos ao Grupo 2 Rebaixados para o Grupo 4 * Sem informação disponível |

| Col. | Bloco                        | Enredo                               | Pontos |
| ---- | ---------------------------- | ------------------------------------ | ------ |
| 1    | Acadêmicos do Colégio        | *                                    | 33     |
| 2    | Amar É Viver                 | Amar e Recordar a Praça Onze É Viver | 33     |
| 3    | Caprichosos de Bento Ribeiro | Manhã de Primavera                   | 30     |
| 4    | Cacareco Unidos do Leblon    | Glórias a Lamartine                  | 29     |
| 5    | Mocidade Unida do Tinguá     | Glória de Monteiro Lobato            | 29     |
| 6    | Cometas do Bispo             | A Arte Pré-Cabralina de Marajó       | 28     |
| 7    | Rouxinol do Grotão da Penha  | Praça Onze, Berço do Samba           | 28     |
| 8    | Embalo do Morro do Urubu     | Uma Festa da Senzala                 | 28     |
| 9    | Rosa de Ouro                 | Brasil das Festas Coloridas          | 26     |
| 10   | Deixa Comigo                 | Evolução Pujante de Uma Pátria       | 26     |
| 11   | Infantes da Piedade          | Metamorfose do Carnaval              | 25     |
| 12   | Unidos de Barros Filho       | Palmares e Origem                    | 24     |
| 13   | Suspiro da Cobra             | *                                    | 24     |
| 14   | Unidos da Fazenda            | *                                    | 21     |

### Grupo 4
Mocidade Independente de Inhaúma foi o campeão. Todos os blocos foram promovidos ao terceiro grupo.
| Legenda: Promovidos ao Grupo 3 * Sem informação disponível |

| Col. | Bloco                            | Enredo                              | Pontos |
| ---- | -------------------------------- | ----------------------------------- | ------ |
| 1    | Mocidade Independente de Inhaúma | Vida em Flor de Dona Beija          | 34     |
| 2    | Embaixadores da Paulo Ramos      | Gente Que É Gente                   | 32     |
| 3    | Independentes da Barão           | Adeus, Silas de Oliveira            | 32     |
| 4    | Mocidade de Vicente de Carvalho  | Inferno Verde                       | 32     |
| 5    | Batutas de Cordovil              | História do Carnaval                | 29     |
| 6    | Dragões de Irajá                 | Carlos Gomes e Suas Óperas Famosas  | 28     |
| 7    | Império da Gávea                 | Escravo Índio - Escravo Africano    | 27     |
| 8    | Unidos do Parque Felicidade      | Miscelânea de Cores                 | 27     |
| 9    | Boêmios do Andaraí               | Rondon, Marechal da Paz             | 26     |
| 10   | Sentinela de Pilares             | Festival de Fantasias               | 25     |
| 11   | Diplomatas de Anchieta           | Exaltação à Transamazônica          | 24     |
| 12   | Brinca Quem Pode de Santa Tereza | Vila Isabel - Alegria e Consagração | 23     |

### Grupo 5
Coroado de Jacarepaguá foi o campeão, sendo promovido ao Grupo 4 junto com Baba de Quiabo, Mocidade de Camaré, Gavião do Brasil Novo, Unidos do Vigor e Sufoco de Olaria.
| Legenda: Promovidos ao Grupo 4 |

| Col. | Bloco                  | Enredo                     | Pontos |
| ---- | ---------------------- | -------------------------- | ------ |
| 1    | Coroado de Jacarepaguá | Musas de Carlos Gomes      | 32     |
| 2    | Baba de Quiabo         | Esse Rio que eu Amo        | 28     |
| 3    | Mocidade de Camaré     | Homenagem a Transamazônica | 24     |
| 4    | Gavião do Brasil Novo  | *                          | 22     |
| 5    | Unidos do Vigor        | *                          | 17     |
| 6    | Sufoco de Olaria       | *                          | 16     |
| 7    | Alegria das Meninas    | *                          | 15     |
| 8    | O Durinho              | *                          | 15     |
| 9    | Unidos de Gramacho     | *                          | 15     |
| 10   | O Bodão                | *                          | 15     |

## Frevos carnavalescos
O desfile dos clubes frevos foi realizado na noite do sábado, dia 3 de março de 1973, na Avenida Presidente Vargas.
| Ordem dos desfiles                                                                                |
| 1. Vassourinhas 2. Misto Toureiros 3. Lenhadores 4. Pás Douradas 5. Batutas da Cidade Maravilhosa |

Classificação
Os Lenhadores venceram a disputa. O clube apresentou o enredo "Os Grandes Homens que Vivem e Morrem por Um Ideal", sobre a vida de Francisco de Melo Palheta, militar luso-brasileiro, responsável pela introdução do cultivo do café no Brasil e em Portugal.
| Col. | Frevo                         |
| ---- | ----------------------------- |
| 1    | Lenhadores                    |
| 2    | Vassourinhas                  |
| 3    | Misto Toureiros               |
| 4    | Batutas da Cidade Maravilhosa |
| 5    | Pás Douradas                  |

## Ranchos carnavalescos
O desfile dos ranchos foi realizado na Avenida Presidente Vargas, tendo início na madrugada da terça-feira, dia 6 de março de 1973. O início das apresentações estava marcado para a noite de segunda-feira, mas os blocos que antecederam os ranchos (Cacique de Ramos; Bafo da Onça; e Boêmios de Irajá) terminaram de se apresentar após a meia-noite. Quando o primeiro rancho iniciou seu desfile, as arquibancadas estavam quase vazias.
| Ordem dos desfiles                                                                                    |
| 1. Azulões da Torre 2. Unidos do Cunha 3. Parasitas de Ramos 4. Aliados de Quintino 5. Índios do Leme |

### Quesitos e julgadores
Os ranchos foram avaliados em seis quesitos.
| Quesito | Quesito     | Julgador                     |
| ------- | ----------- | ---------------------------- |
|         | Fantasias   | Angelina Reis                |
|         | Estandarte  | Édson Pereira                |
|         | Harmonia    | Maria Coeli de Castro Ripoli |
|         | Cenografia  | Manuel Vaz                   |
|         | Evolução    | Dalva Scmutz                 |
|         | Coreografia | Ângela Maria Zaila           |

### Classificação
Parasitas de Ramos somou a mesma pontuação que os Aliados de Quintino, conquistando o campeonato ao obter nota maior no quesito de desempate, Originalidade. Índios do Leme foi desclassificado por ter desfilado fora da ordem.
| Col. | Rancho              | Enredo                         | Pontos |
| ---- | ------------------- | ------------------------------ | ------ |
| 1    | Parasitas de Ramos  | Fatos do Carnaval              | 50     |
| 2    | Aliados de Quintino | Sinfonia do Amor               | 50     |
| 3    | Unidos do Cunha     | História das Cartas            | 45     |
| 4    | Azulões da Torre    | Progresso e Riquezas do Brasil | 30     |

## Sociedades carnavalescas
O desfile das grandes sociedades foi realizado na noite da terça-feira de carnaval, dia 6 de março de 1972, na Avenida Presidente Vargas. As agremiações receberam 42 mil cruzeiros, o mesmo valor destinado às escolas de samba do primeiro grupo.
| Ordem dos desfiles |
| 1. Pierrôs da Caverna 2. Tenentes do Diabo 3. Turunas de Monte Alegre 4. Clube dos Cariocas 5. Clube dos Embaixadores 6. Clube dos Democráticos 7. Clube dos Independentes 8. Embaixada do Sossego |

Classificação
Clube dos Democráticos foi campeão com quatro pontos de vantagem para o vice, Turunas de Monte Alegre.
| Col. | Sociedade               | Pontos |
| ---- | ----------------------- | ------ |
| 1    | Clube dos Democráticos  | 35     |
| 2    | Turunas de Monte Alegre | 31     |
| 3    | Clube dos Independentes | 30     |
| 4    | Tenentes do Diabo       | 28     |
| 5    | Clube dos Embaixadores  | 28     |
| 6    | Embaixada do Sossego    | 27     |
| 7    | Clube dos Cariocas      | 22     |
| 8    | Pierrôs da Caverna      | 22     |

## Desfile dos Campeões
O Desfile dos Campeões foi realizado a partir da noite do sábado, dia 17 de março de 1973, na Avenida Rio Branco. Participaram do desfile as três escolas de samba campeãs e os campeões dos três primeiros grupos de blocos de enredo.
| Ordem dos desfiles |
| 1. Estação Primeira de Mangueira 2. Unidos de São Carlos 3. Acadêmicos de Santa Cruz 4. Acadêmicos do Colégio 5. Unidos do Cantagalo 6. Unidos da Villa Rica |